# Spogostylum candidum
Spogostylum candidum är en tvåvingeart som först beskrevs av Sack 1909.  Spogostylum candidum ingår i släktet Spogostylum och familjen svävflugor. Inga underarter finns listade i Catalogue of Life.